# Tipula oropezoides
Tipula oropezoides är en tvåvingeart som beskrevs av Johnson 1909. Tipula oropezoides ingår i släktet Tipula och familjen storharkrankar. Inga underarter finns listade i Catalogue of Life.